# Tristagma graminifolium
Tristagma graminifolium es una especie de planta herbácea, perenne y bulbosa perteneciente a la subfamilia Allioideae de las amarilidáceas. Es endémica de Chile.

## Descripción
Hierba bulbosa, con hojas semejantes a las gramíneas. Flores hermafroditas con seis tépalos, iguales, unidos en su tercio inferior, tubo acampanado. El androceo presenta seis estambres, tres largos y 3 cortos, insertos en el perigonio; con filamentos filiformes y anteras globosas. El ovario es trilocular, pluriovulado; el estilo es corto y el estigma es trífido. El fruto es una cápsula oblonga, trilocular, con dehiscencia loculicida. Las semillas son verrucosas.

## Taxonomía
Fue descrita por (F. Phillippi) bajo Steimannia luego transferida al género Tristagma Poepp. Tristagma graminifolium Ravenna y publicado en Plant Life 34: 133, en el año 1978.
Sinonimia
- Garaventia graminifolia (Phil.) Looser
- Nothoscordum graminifolium (Phil.) Traub
- Steinmannia graminifolia Phil.[5]